# Jessica Rossi
Jessica Rossi (Cento, 7 de enero de 1992) es una deportista italiana que compite en tiro, en la modalidad de tiro al plato. Estuvo casada con el tirador Mauro De Filippis.
Participó en tres Juegos Olímpicos de Verano, obteniendo una medalla de oro en Londres 2012, en la prueba de foso, el sexto lugar en Río de Janeiro 2016 y el octavo en Tokio 2020, en la misma prueba.
Ganó cuatro medallas en el Campeonato Mundial de Tiro entre los años 2010 y 2023, y trece medallas en el Campeonato Europeo de Tiro entre los años 2009 y 2023.
En los Juegos Europeos consiguió cuatro medallas, dos de plata en Minsk 2019 (individual y mixto) y dos de oro en Cracovia 2023 (individual y mixto).

## Palmarés internacional
| Juegos Olímpicos   | Juegos Olímpicos      | Juegos Olímpicos  | Juegos Olímpicos |
| Año                | Lugar                 | Medalla           | Prueba           |
| ------------------ | --------------------- | ----------------- | ---------------- |
| 2012               | Londres (Reino Unido) | Medalla de oro    | Foso             |
| Campeonato Mundial |                       |                   |                  |
| Año                | Lugar                 | Medalla           | Prueba           |
| 2010               | Múnich (Alemania)     | Medalla de bronce | Foso             |
| 2017               | Moscú (Rusia)         | Medalla de oro    | Foso             |
| 2022               | Osijek (Croacia)      | Medalla de oro    | Foso por equipo  |
| 2023               | Bakú (Azerbaiyán)     | Medalla de plata  | Foso             |
| Juegos Europeos    |                       |                   |                  |
| Año                | Lugar                 | Medalla           | Prueba           |
| 2019               | Minsk (Bielorrusia)   | Medalla de plata  | Foso             |
| 2019               | Minsk (Bielorrusia)   | Medalla de plata  | Foso mixto       |
| 2023               | Cracovia (Polonia)    | Medalla de oro    | Foso             |
| 2023               | Cracovia (Polonia)    | Medalla de oro    | Foso mixto       |
| Campeonato Europeo |                       |                   |                  |
| Año                | Lugar                 | Medalla           | Prueba           |
| 2009               | Osijek (Croacia)      | Medalla de oro    | Foso             |
| 2012               | Lárnaca (Chipre)      | Medalla de plata  | Foso             |
| 2013               | Suhl (Alemania)       | Medalla de oro    | Foso             |
| 2015               | Maribor (Eslovenia)   | Medalla de bronce | Foso             |
| 2017               | Bakú (Azerbaiyán)     | Medalla de oro    | Foso mixto       |
| 2018               | Leobersdorf (Austria) | Medalla de oro    | Foso mixto       |
| 2019               | Lonato (Italia)       | Medalla de plata  | Foso             |
| 2019               | Lonato (Italia)       | Medalla de bronce | Foso mixto       |
| 2021               | Osijek (Croacia)      | Medalla de oro    | Foso mixto       |
| 2021               | Osijek (Croacia)      | Medalla de plata  | Foso             |
| 2022               | Lárnaca (Chipre)      | Medalla de oro    | Foso mixto       |
| 2022               | Lárnaca (Chipre)      | Medalla de bronce | Foso             |
| 2023               | Osijek (Croacia)      | Medalla de oro    | Foso mixto       |